# Richard von Krafft-Ebing
Richard Fridolin Joseph Freiherr Krafft von Festenberg auf Frohnberg, genannt von Ebing, kurz auch Richard (Freiherr) von Krafft-Ebing (* 14. August 1840 in Mannheim; † 22. Dezember 1902 in Graz) war ein deutscher Psychiater und Neurologe sowie Rechtsmediziner.

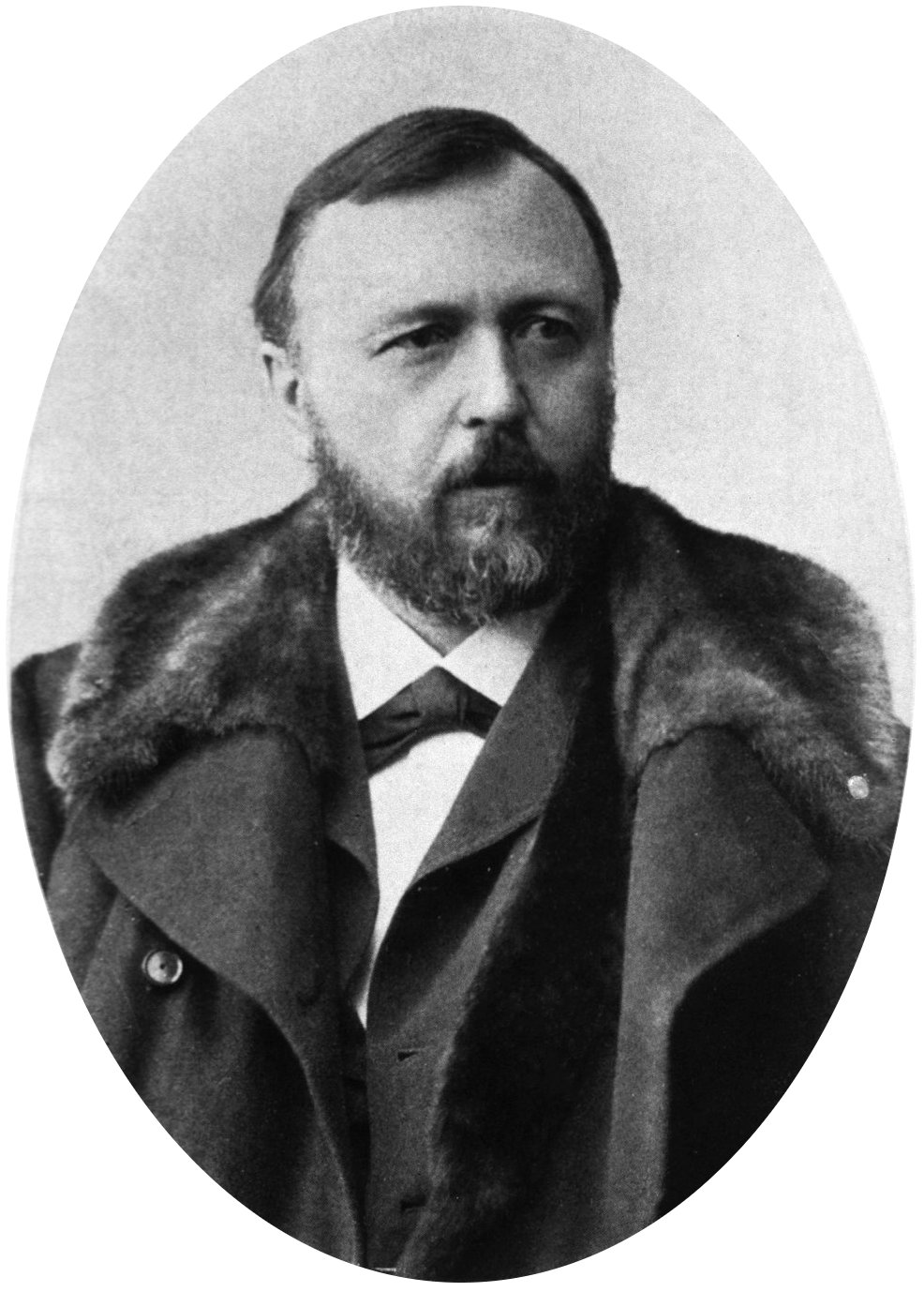
Richard von Krafft-Ebing

## Leben und Werk

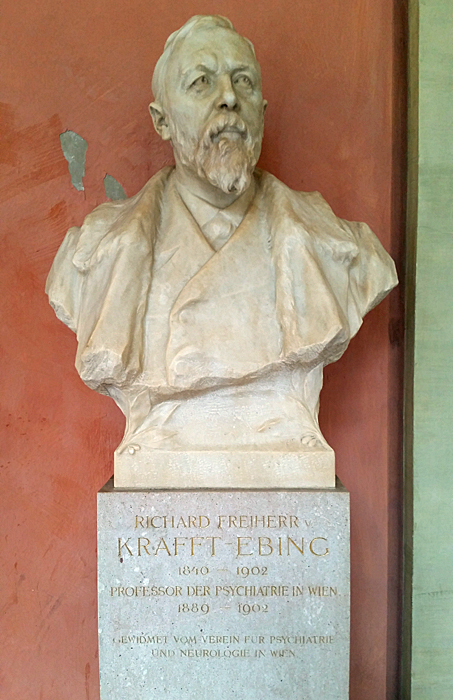
Richard von Krafft-Ebing, Büste von Richard Kauffungen, Hof der Universität Wien

### Herkunft und Studium

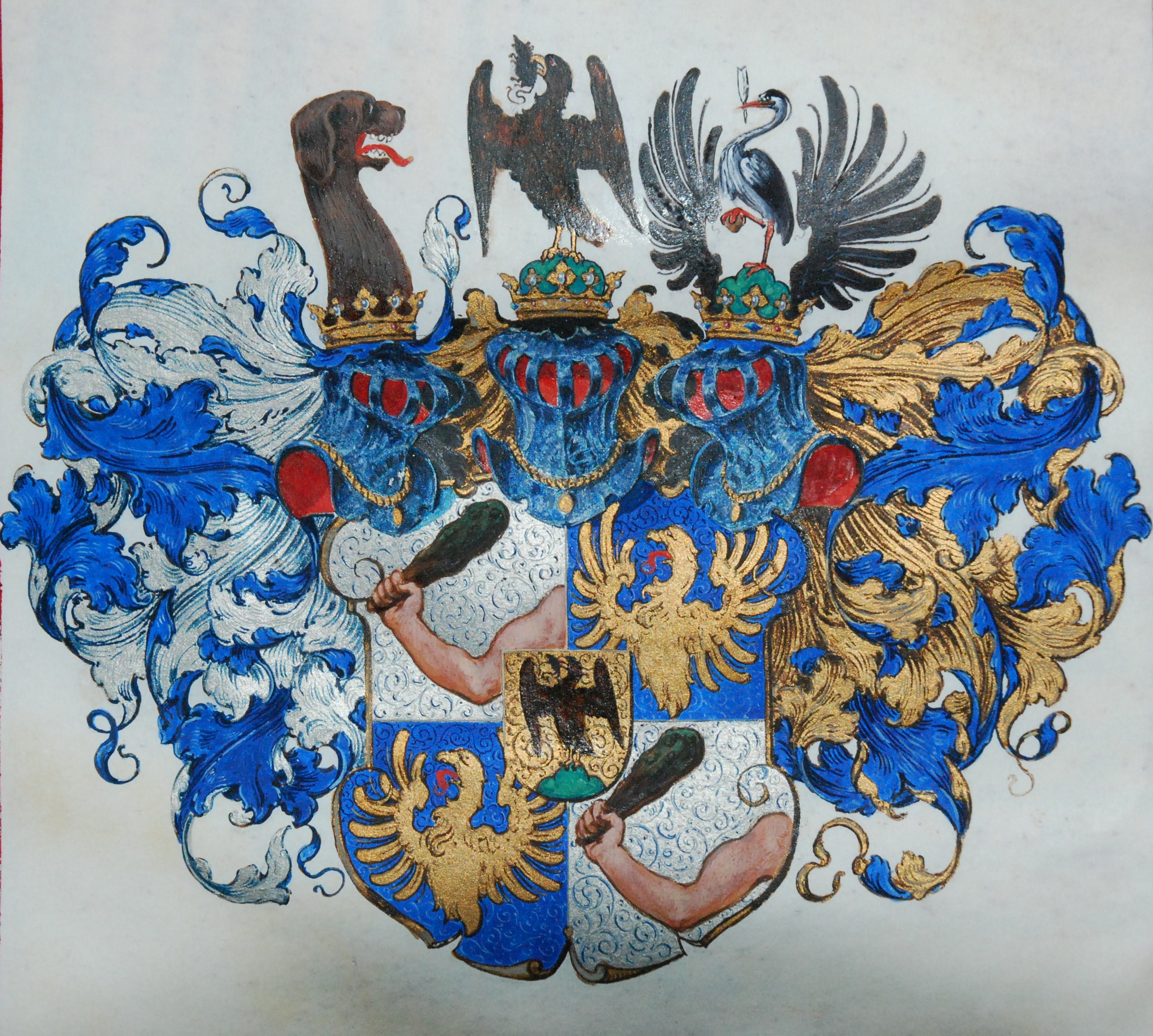
Krafft-Ebing’sches Familienwappen

Richard von Krafft-Ebing wurde als ältestes von fünf Kindern des großherzoglich badischen Oberamtmannes Friedrich Karl Konrad Christoph von Krafft-Ebing geboren.
Die Mutter Klara Antonia Carolina war eine Tochter des Heidelberger Rechtsgelehrten und Strafverteidigers Carl Joseph Anton Mittermaier. Das väterliche Geschlecht – im Jahr 1770 von Kaiserin Maria Theresia geadelt – war 1805 von Kaiser Franz II. (als Franz I. Kaiser von Österreich) in den Reichsfreiherrenstand erhoben worden.
Durch die berufliche Versetzung des Vaters veranlasst, zog die Familie zunächst in mehrere Orte Badens und schließlich nach Heidelberg, wo Richard von Krafft-Ebing sich nach der Reifeprüfung an der Ruprecht-Karls-Universität Heidelberg, an der sein Großvater Rechtskunde las, dem Studium der Medizin zuwandte und 1863 das Staatsexamen mit seiner Arbeit über Die Sinnesdelirien „summa cum laude“ absolvierte und zum Doktor der Medizin promoviert wurde. Während seines Studiums wurde er im Winter-Semester 1858/59 Mitglied der Burschenschaft Frankonia Heidelberg.

### Erste Tätigkeit als Arzt
Eine Rekonvaleszenz nach einer Typhuserkrankung führte ihn für einen Sommer lang nach Zürich, wo er Wilhelm Griesingers gehirnanatomische Untersuchungen kennenlernte. Er hospitierte in Wien, Prag und Berlin.
In den folgenden Jahren von 1864 bis 1868 erfuhr er als Assistent in der badischen Nervenheilanstalt Illenau – vor allem durch Christian Roller und Karl Hergt – die praktische Einführung in das weitverzweigte Gebiet der Behandlung und Pflege von Geisteskranken und Nervenleidenden. In einer 1867 entstandenen Arbeit Erkenntnis zweifelhafter Seelenzustände schuf er den Begriff der Zwangsvorstellungen, der ebenso wie später derjenige der Dämmerzustände durch ihn Eingang in die Wissenschaft fand. Seit dieser Zeit verband ihn eine lebenslange Freundschaft mit seinem Kollegen Heinrich Schüle (1840–1916), dem späteren Direktor dieser Anstalt (ab 1890).
1868 ließ sich von Krafft-Ebing in Baden-Baden als selbstständiger Nervenarzt nieder. Gleich zu Beginn seiner Tätigkeit betreute er einige Monate lang seinen jüngeren, schwer erkrankten Bruder Friedrich. Nach verlorenem Kampf um das Leben des erst 24-Jährigen führte ihn eine Erholungs- und Kunstreise, verbunden mit Besuchen psychiatrischer und neurologischer Anstalten, mehrere Wochen durch das südliche Europa. Während des Deutsch-Französischen Krieges (1870/71) betreute er erst als Feldarzt im Hauptmannsrang die badische Division und wurde dann als Lazarettarzt in die Festung Rastatt versetzt. Die Beobachtungen, die er insbesondere an Typhuskranken machte, stellte er in einer besonderen Abhandlung dar. Nach Kriegsende wurde er mit der Leitung der elektrotherapeutischen Station in Baden-Baden betraut, vor allem mit der neurologischen Nachbehandlung verwundeter Soldaten.

### Professor für Psychiatrie in Straßburg und Graz

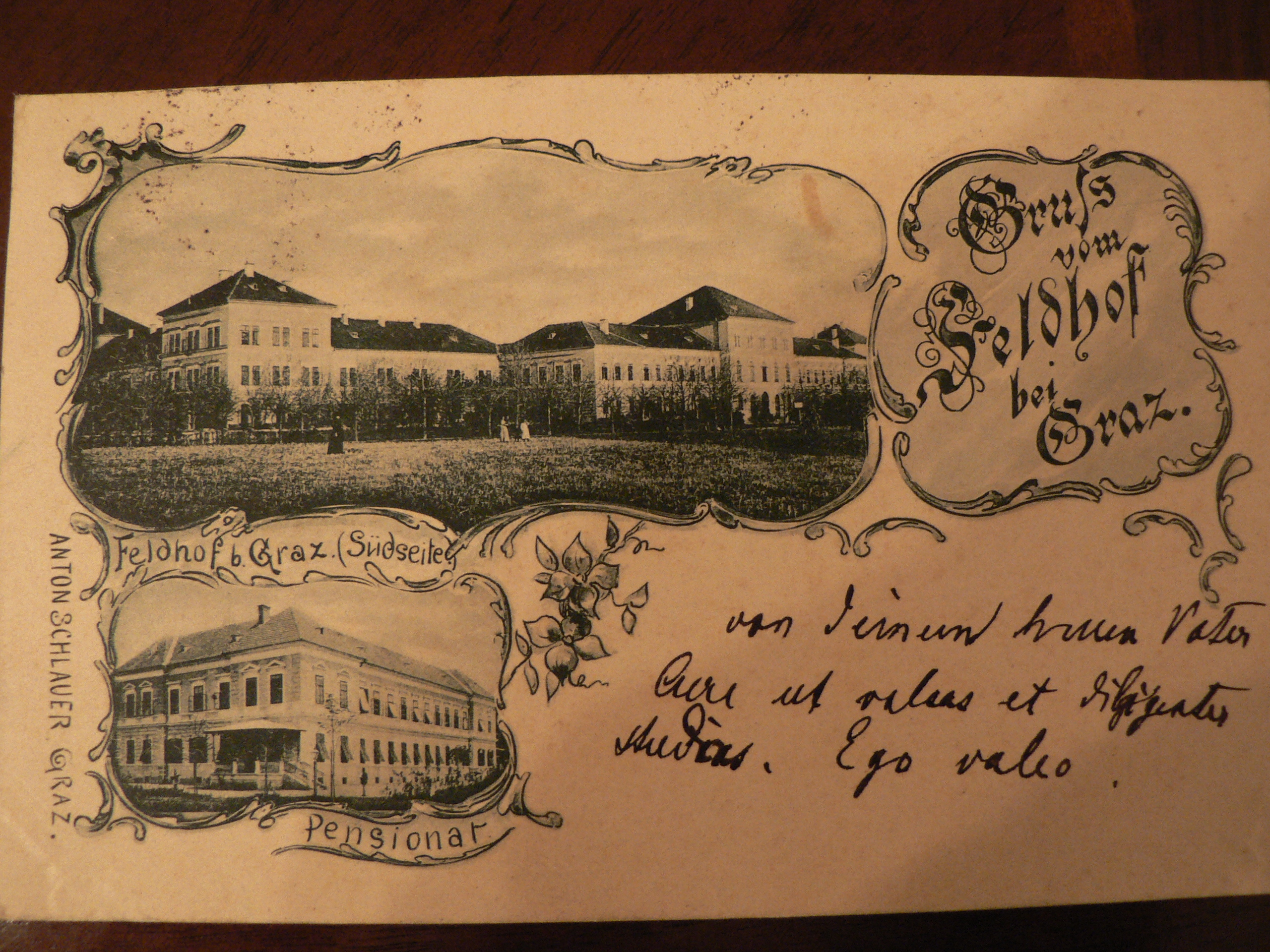
Feldhof (Ansichtskarte, datiert 24. Juli 1898)

Zu dieser Zeit bereits auf eine stattliche Anzahl von wissenschaftlichen Publikationen zurückblickend, war von Krafft-Ebing bestrebt, eine akademische Laufbahn zu ergreifen. Nach einer Probevorlesung in Leipzig unter dem Dekan der medizinischen Fakultät Wunderlich war eine Entscheidung des Professorenkollegiums über die Bewilligung seiner Habilitation bereits zu erwarten. Jedoch am 13. Mai 1872 konnte von Krafft-Ebing nach der Angelobung seine psychiatrische Klinik in Straßburg eröffnen.
Nach einer einjährigen Gastrolle an der damals neu errichteten Psychiatrischen Klinik der Universität Straßburg – die Universitätsklinik bestand aus zwei Betten in einem Zimmer für Männer, einem weiteren Zweibettzimmer für Frauen und zwei Räumen für die Leitung der Klinik – brauchte der inzwischen zweiunddreißig Jahre alte Universitätsprofessor diese Beschränkungen nur kurze Zeit hinzunehmen.
Durch Vermittlung seines Lehrers Roller wurde ihm 1873 die Direktion der soeben neu errichteten steiermärkischen Landesirrenanstalt Feldhof bei Graz und gleichzeitig der Lehrstuhl für Psychiatrie an der Grazer Universität übertragen.
Im Jahr darauf folgte ihm dorthin seine Gattin Maria Luise Kißling (1846–1903), die aus Baden-Baden stammte.
Am 22. Mai 1874 eröffnete er die Klinik in Graz und leitete diese bis zum Jahre 1880. Nach jahrelangen Bemühungen erreichte er schließlich, dass er von den Belastungen der Doppelstellung in der Weise enthoben wurde, dass er die Verwaltung der Anstalt am Feldhof abgeben konnte. Unter entsprechenden Adaptierungen an der Klinik und seiner Ernennung zum Ordinarius 1885 war er ausschließlich Professor für Psychiatrie.

### Wachsende Berühmtheit und Hauptwerke
Ein Teil seiner Forschungen war darauf gerichtet, die Beziehungen zwischen Psychiatrie und Strafrecht zu untersuchen. Schon in seiner Straßburger Zeit brachte er seine Grundzüge der Kriminalpsychologie heraus, danach 1875 als erstes größeres Werk das Lehrbuch der gerichtlichen Psychopathologie. Aus der Vielzahl seiner Veröffentlichungen, die teilweise mehrfache Auflagen erlebten und weiteren Kreisen bekannt wurden, seien an dieser Stelle das Lehrbuch der Psychiatrie (1. Aufl. 1879) und dann sein wohl bekanntestes Werk Psychopathia sexualis (1. Aufl. 1886), welches durch zahlreiche, ständig erweiterte Neuauflagen zum Standardlehrbuch der Sexualpathologie (siehe auch: Sexualwissenschaft) des 19. Jahrhunderts wurde, genannt.
Krafft-Ebing blieb dreizehn Jahre lang in der steirischen Hauptstadt. Er war sich bewusst, dass eine Trennung der Psychiatrie von der Neurologie mit einer ersprießlichen Wirksamkeit in beiden Fachzweigen unvereinbar sei, und nach stetem Streben in diese Richtung wurde seine Professur auf Psychiatrie und Neurologie erweitert. Während seiner Tätigkeit am Feldhof und in der Grazer Klinik legte von Krafft-Ebing den Grundstein zu seiner Weltberühmtheit. In wenigen Jahren verbreitete sich sein Name tatsächlich über die ganze Welt. Aus vielen Ländern kamen Kranke zu ihm. Für die immer größer werdende Zahl von Patienten aus reichen Familien baute er eine für die damalige Zeit vorbildliche Privatklinik in Mariagrün.
Sein Buch Psychopathia Sexualis wurde später ein vielfach aufgelegtes Standardwerk. Im gleichen Jahr 1886 wurde er zum Mitglied der Leopoldina gewählt.

### Tätigkeit in Wien
Bei dem Namen, den sich Richard von Krafft-Ebing unterdessen in der Fachwelt geschaffen hatte – wurde er doch mehrfach auch im Ausland (Italien, Frankreich, Russland u. a.) zu Beratungen mitherangezogen –, konnte es nicht ausbleiben, dass man ihn zunächst 1889 nach Wien an die I. Psychiatrische Klinik der niederösterreichischen Landesirrenanstalt nach Maximilian Leidesdorf berief und er Professor für Psychiatrie an der Universität Wien wurde. Im Jahr 1892, nach dem Tod von Theodor Meynert, wurde er an die psychiatrische Universitätsklinik des Allgemeinen Krankenhauses berufen. Auch hier erschienen wieder aus seiner Feder mehrere Fachveröffentlichungen, so u. a. 1894 seine bekannten Monographien über die „Progressive Paralyse“ – eine Krankheit, die er auch 1897 auf dem Internationalen medizinischen Kongress in Moskau zum Thema eines viel beachteten Vortrages machte.
Laut Volkmar Sigusch übernahm er die Entartungstheorien seiner französischen Forscherkollegen und entlehnte den seit 1834 (Dictionnaire Universel de Boiste, achte Ausgabe) in Frankreich benutzen Begriff Sadismus als Bezeichnung einer Pathologie. Der heute bekannte Fachausdruck des Masochismus wurde von ihm neu geschaffen. Er beschäftigte sich eingehend mit dem Hypnotismus und wandte diesen als einer der ersten klinisch an. Zunehmend wurde er als Gerichtsgutachter beigezogen.
Für die nachkommende Forschergeneration um Magnus Hirschfeld bildeten Krafft-Ebings Erkenntnisse und seine streng empirische Methode den Ausgangspunkt ihrer eigenen Forschungen.

### Altersphase in Graz

Grabmal der Familie Krafft-Ebing am Friedhof St. Leonhard in Graz

Schon im Alter von zweiundsechzig Jahren zog sich Krafft-Ebing aus gesundheitlichen Gründen nach Graz in die von ihm geschaffene Privatklinik in Mariagrün zurück – nachdem er noch zuvor in Wien sein dreißigjähriges Jubiläum als Universitätsprofessor gefeiert hatte; und nur ein halbes Jahr nach seiner Pensionierung setzten am 22. Dezember 1902 mehrere Schlaganfälle seinem Leben ein Ende. Er wurde auf dem St.-Leonhard-Friedhof in Graz beigesetzt und hinterließ seine Frau, zwei Söhne und eine Tochter.
„Er war eine durchaus vornehme Natur“, heißt es im Nachruf der Wiener Klinischen Wochenschrift; „gegenüber seinen Kranken war er von einer rührenden Güte und Freundlichkeit. Da konnte ihn nichts aus seiner Ruhe bringen, er besaß eine vollendete Selbstbeherrschung, er erwies sich jeder Situation gewachsen. Seine hohe Gestalt, sein fester Gang, sein ruhiger Blick, sein durchgeistigtes Antlitz waren von einer oft wunderbaren Wirkung auf die aufgeregtesten Kranken“.

## Homosexualität

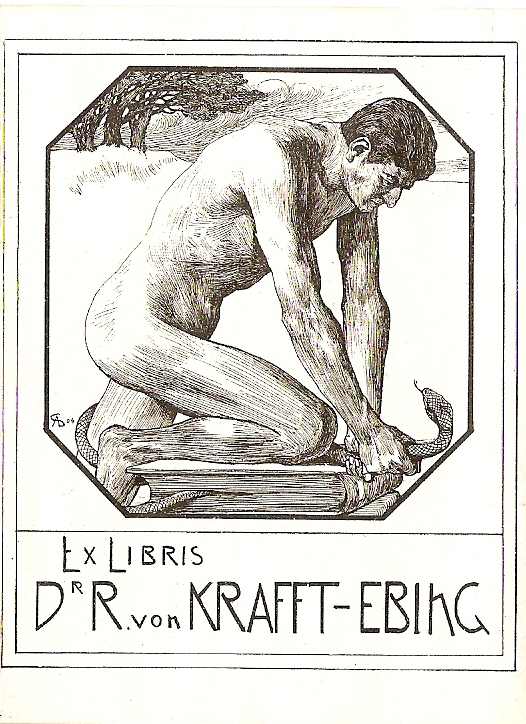
Jugendstil-Exlibris für Krafft-Ebing von Alfred Schrötter von Kristelli (um 1900)

Besondere Bedeutung hatte Krafft-Ebing für die wissenschaftliche Betrachtung der Homosexualität. Auf diese als noch wenig erforschtes Arbeitsgebiet wurde Krafft-Ebing (nach eigenem Bekunden in einem Brief an diesen) durch die Schriften Karl Heinrich Ulrichs’ gebracht, dem er vorspielte, er unterstütze seine Theorie vom „Urning“ als quasi drittem Geschlecht. Im 19. Jahrhundert galt die Homosexualität weiten Kreisen der Öffentlichkeit und vor allem der Kirchen als Ausdruck einer unmoralischen Geisteshaltung und Lebensweise, als Folge von Verführung, sexueller Übersättigung oder degenerierten Erbanlagen (Dekadenztheorie). Sie wurde in einigen Ländern, vor allem in England und in Preußen, als Verbrechen gegen die Sittlichkeit mit harten Gefängnisstrafen geahndet. (Opfer dieser Gesetzgebung wurde u. a. Oscar Wilde.) Dagegen war sie seit der Einführung des Code pénal durch Napoleon in den Königreichen Hannover und Bayern und anderen deutschen Ländern straffrei. Krafft-Ebing gelangte als Gerichtsarzt und als Irrenarzt zu großer Publizität. Seine durch Kriminalfälle und in der Psychiatrie gewonnenen Forschungen stellten Homosexuelle als erblich belastete Perverse dar, die für ihre angeborene „Umkehrung“ des Sexualtriebes nicht verantwortlich seien, also auch nicht in die Hände des Strafrichters, dafür aber in die der Neurologen und Psychiater gehörten. Diesen erschloss er damit ein neues „Patientengut“ für die Zwangsbehandlung und für Forschungsexperimente.
In Psychopathia sexualis (1886) definierte er die Homosexualität als angeborene neuropsychopathische Störung – also als eine erbliche Nervenkrankheit.
Diese Diagnose erlaubte es ihm, sich für eine vollkommene Straffreiheit der Homosexualität auszusprechen, da Homosexuelle für ihre „Missbildung“ nicht selbst verantwortlich seien und die Homosexualität nicht ansteckend sei. Obwohl Krafft-Ebing zu seiner Zeit als maßgebliche Instanz auf dem Gebiet der Gerichtsmedizin galt, blieb diese Theorie für die Straflosigkeit folgenlos.

## Ehrungen
Im Jahr 1920 wurde in Wien-Penzing (14. Bezirk) die Krafft-Ebing-Gasse nach ihm benannt. Ebenso im deutschen Mannheim und im österreichischen Graz (XI. Bezirk, Graz Mariatrost) wurde eine Straße nach Richard von Krafft-Ebing benannt.

## Schriften (Auswahl)
- Psychopathia sexualis. Eine klinisch-forensische Studie. 1886; 16. Auflage, hrsg. von Alber Moll. Stuttgart 1924.

## Galerie

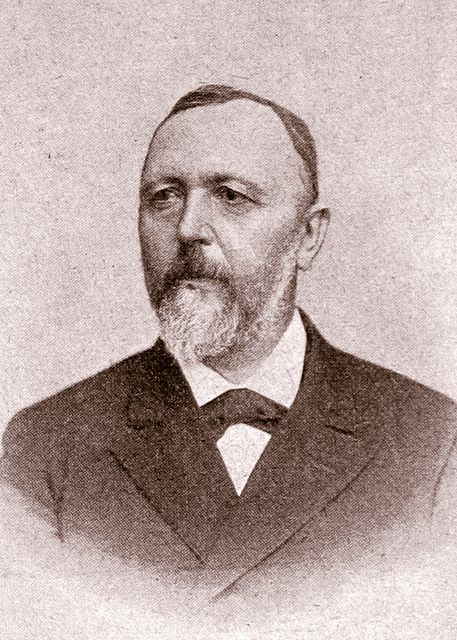
Richard von Krafft-Ebing
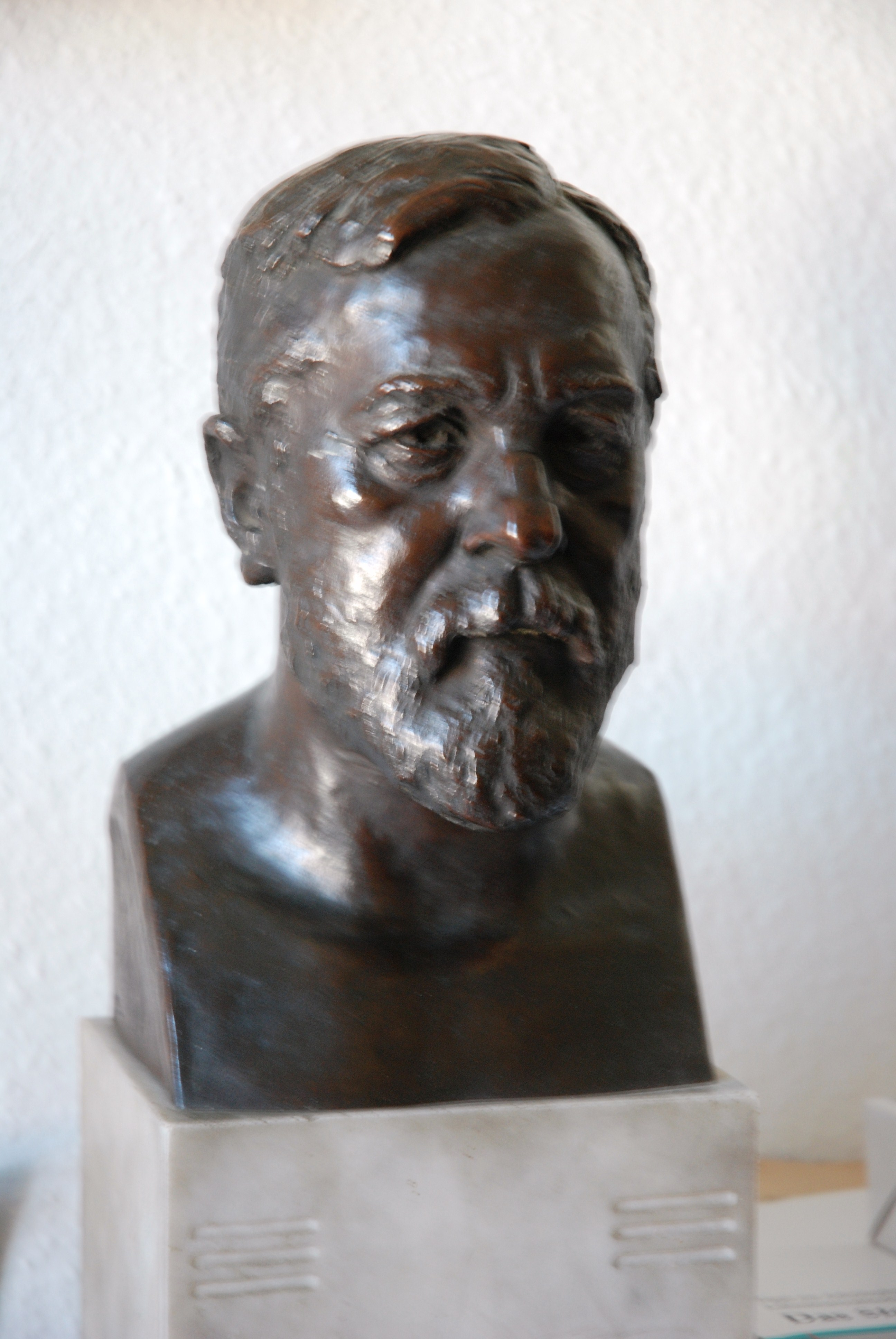
Richard von Krafft-Ebing (Bronzebüste von Theodor Charlemont, 1904)
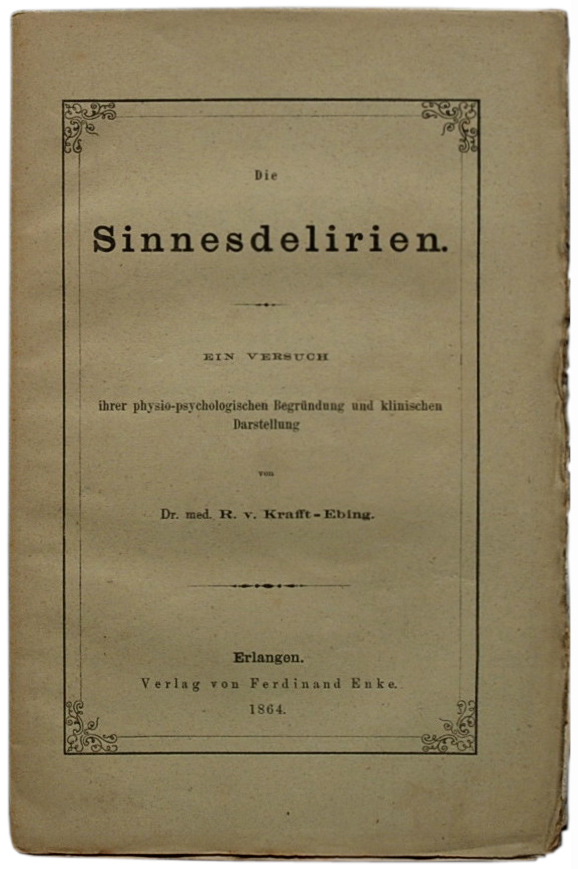
Die Sinnesdelirien, 1864
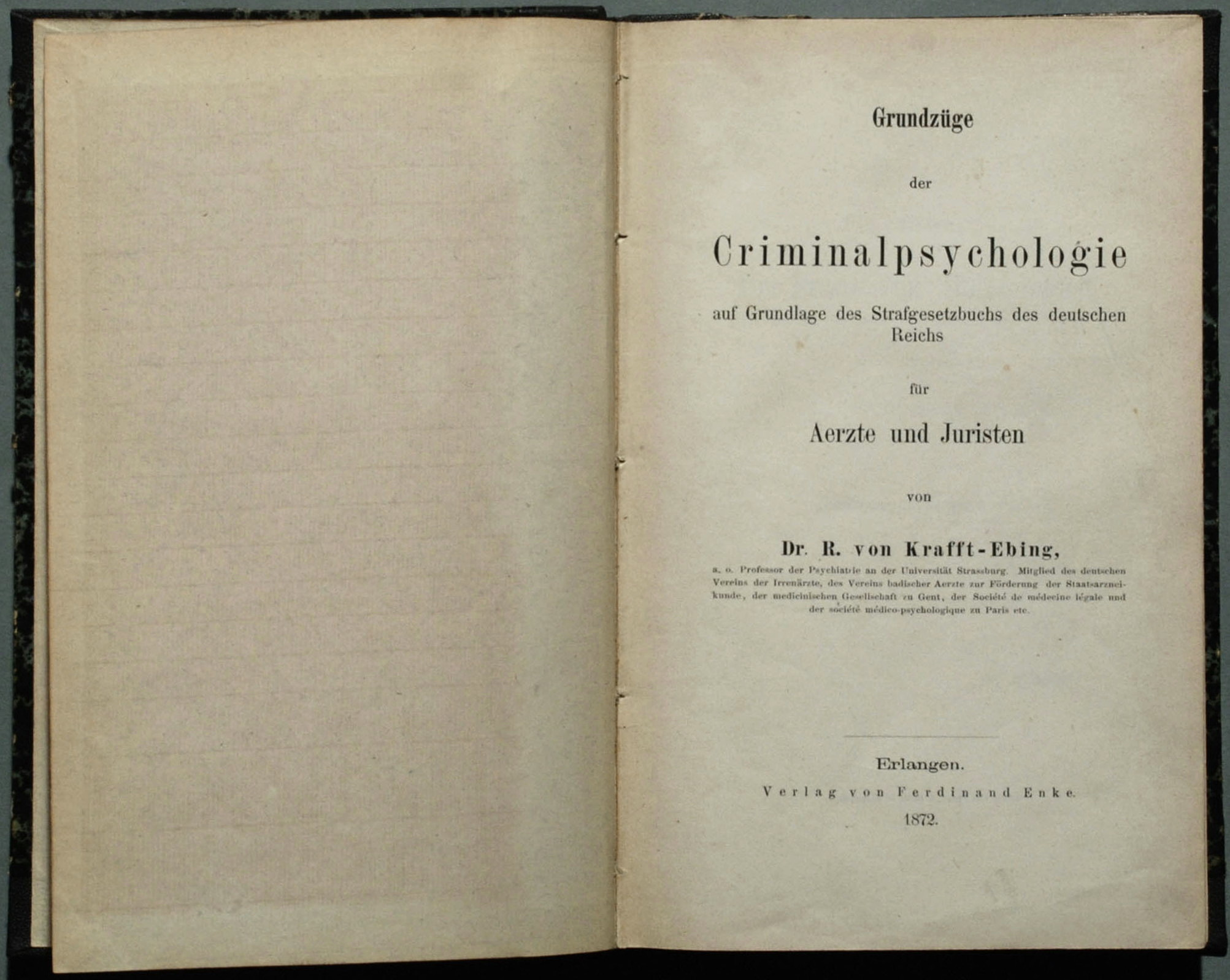
Grundzüge der Criminalpsychologie, 1872
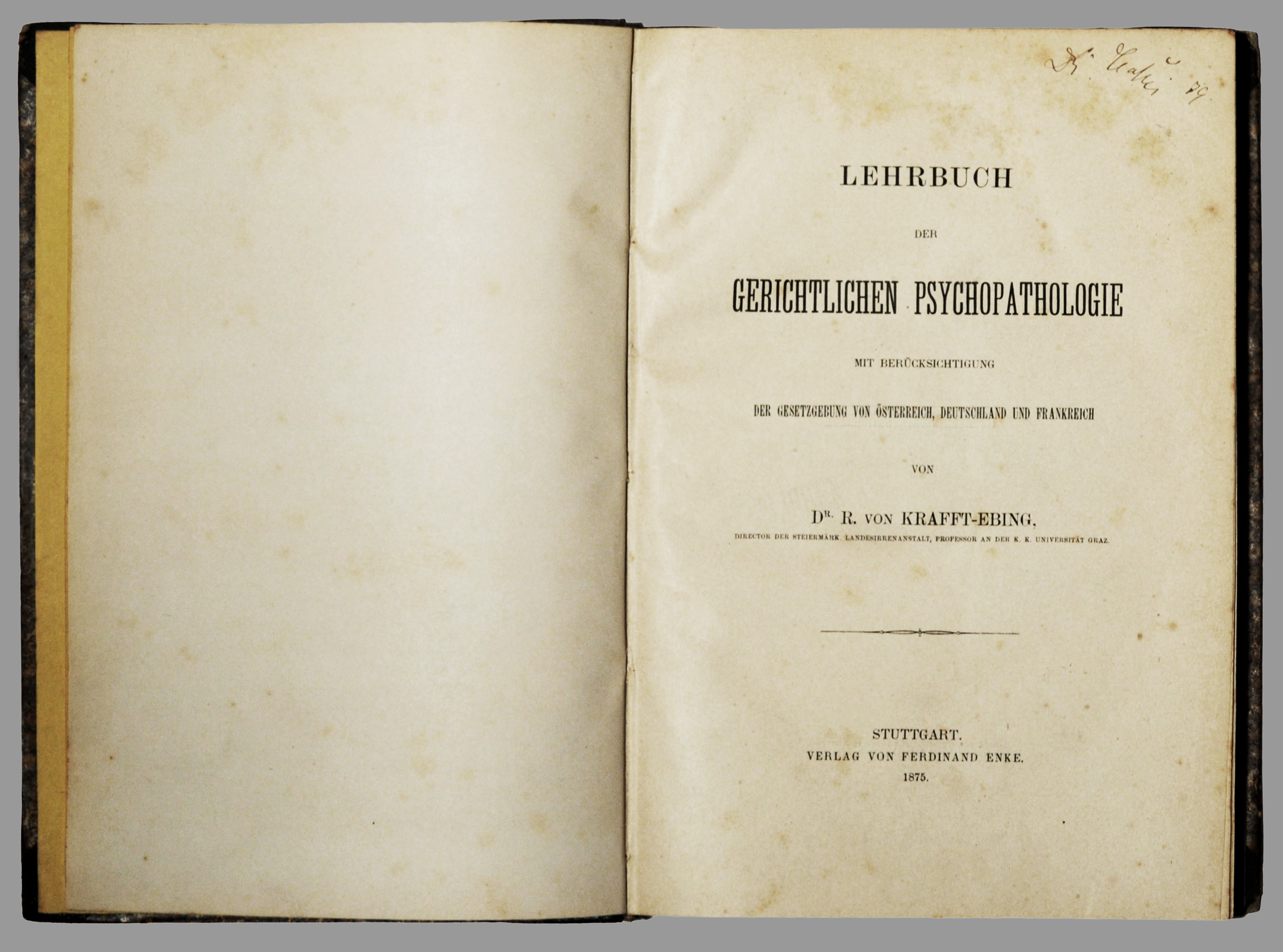
Lehrbuch der gerichtlichen Psychopathologie, 1875
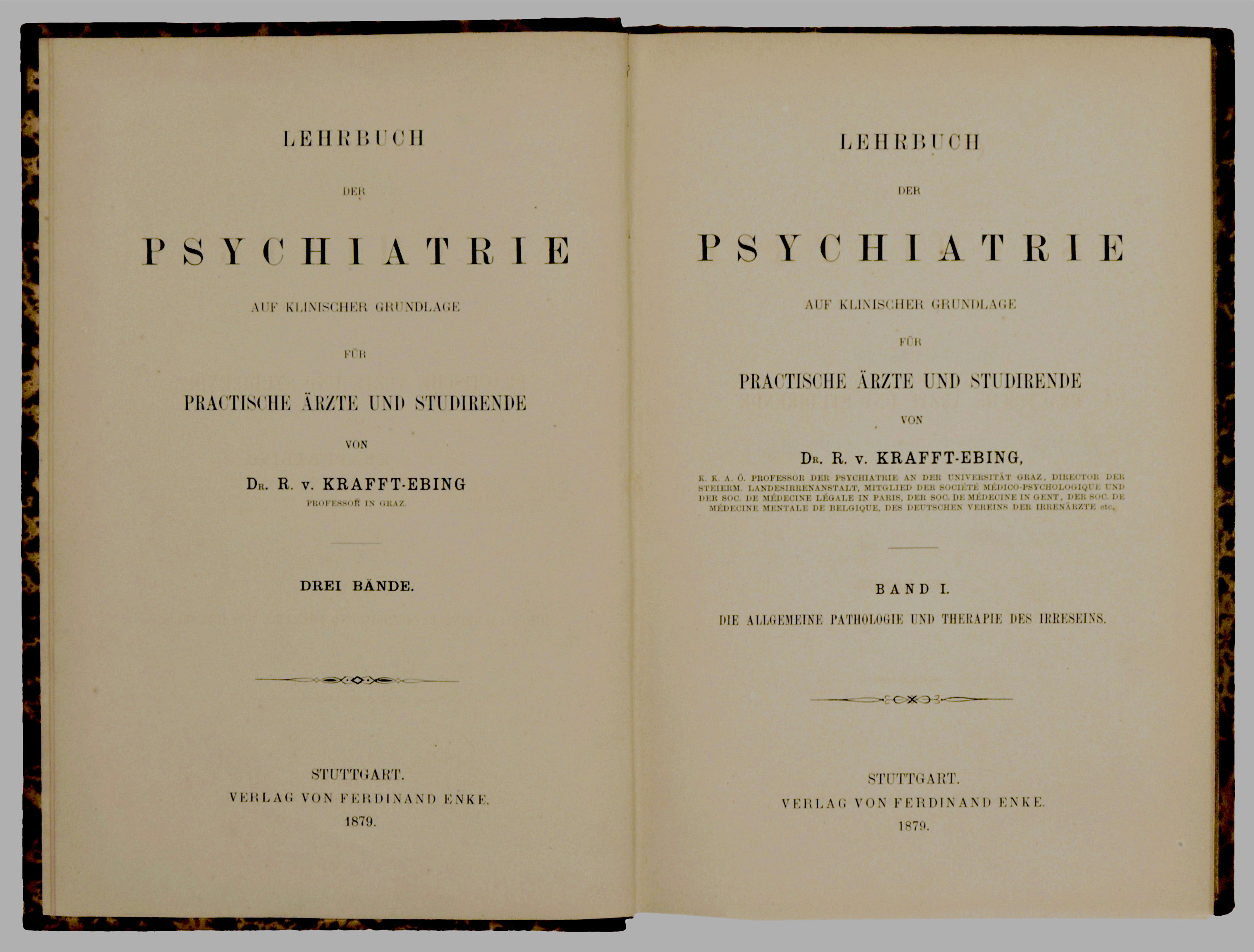
Lehrbuch der Psychiatrie, 1879
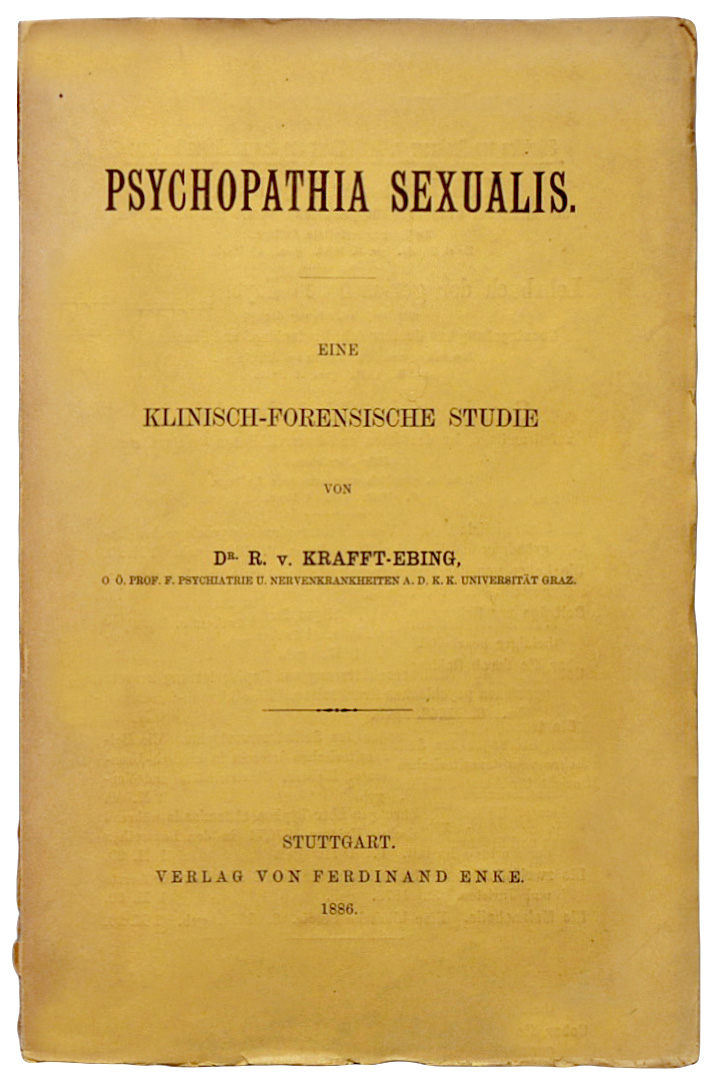
Psychopathia sexualis, 1886